# Empty Spaces
Pistes de The Wall
Goodbye Blue Sky Young Lust
Empty Spaces est une chanson du groupe de rock progressif britannique Pink Floyd. Elle apparaît sur l'album The Wall sorti en 1979, et, comme la plupart des chansons de l'album, a été écrite par Roger Waters. La chanson a été reprise entre autres par Mushroomhead.

## Composition
La chanson suivante devait être What Shall We Do Now? mais a été supprimée à la demande de Roger Waters (voir Confusion ci-dessous). La piste suivante de l'album, Young Lust, s'ensuit immédiatement. Pour cette raison, Empty Spaces et Young Lust sont toujours jouées ensemble à la radio.
Avant la section chantée, il y a un message caché sur le côté gauche du mixage stéréo. Si elle est entendue normalement, la phrase n'a aucun sens. Si elle est jouée à l'envers, on peut entendre : 
- Hello, Luka... Congratulations. You've just discovered the secret message. Please send your answer to Old Pink, care of the Funny Farm, Chalfont...
- Roger! Carolyn's on the phone!
- Okay. »
- (« Bonjour, Luka... Félicitations. Vous venez just de découvrir le message secret. Merci d'envoyer votre réponse au vieux Pink, aux bons soins de la Funny Farm, Chalfont...
- Roger, Carolyn au téléphone!
- 'OK.»)

Carolyn est le nom de la femme de Roger Waters à l'époque,.
On croit que ce message à l'envers est une référence comique à l'ancien chanteur/guitariste principal Syd Barrett. Roger Waters félicite une femme nommée Luka pour avoir trouvé le message secret et qu'elle envoie sa réponse à Syd (le "Vieux Pink"), qui vit quelque part dans une ferme drôle (un terme pour décrire un hôpital Psychiatrique) dans Chalfont. Avant qu'il ne puisse dire l'emplacement exact cependant, il est interrompu par quelqu'un (l'ingénieur James Guthrie) à l'arrière-plan qui dit que Carolyn (la femme de Waters) est au téléphone.

## Confusion
Empty Spaces a connu une lègère confusion lors de l'enregistrement de l'album. Le temps qu'offraient les quatre faces d'un double 33 tours était insuffisant pour présenter l'œuvre au complet. À l'origine, cette chanson s'appelait What Shall We Do Now? et était beaucoup plus longue. Roger Waters décida de l'abréger pour alléger le premier disque du double album, ce qui donna Empty Spaces. Cependant, What Shall We Do Now apparaît dans le film Pink Floyd The Wall et les concerts de la tournée promouvant l'album en 1980-1981, présente sur Is There Anybody Out There? The Wall Live 1980-81, l'album live qui s'ensuivit.

## Analyse des paroles
Comme les autres chansons de The Wall, Empty Spaces raconte une partie de l'histoire de Pink, le personnage principal de l'album. Pink est désormais adulte et marié, mais lui et sa femme ont du mal à communiquer (« the empty spaces where we used to talk »). Il se demande comment compléter son mur (« how should I complete the wall? »).

## Version du film
Dans l'adaptation cinématographique de l'album, The Wall, pendant la scène d'Empty Spaces, on montre Pink seul dans un couloir au téléphone lorsqu'il découvre que sa femme le trompe. Ensuite, la chanson commence et montre des animations de Gerald Scarfe : deux fleurs font l'amour et se transforment soudain en monstres qui se battent. L'un d'eux mange l'autre et devient un grand oiseau qui s'envole dans le ciel sous lequel des immeubles se construisent et se dressent. Dans le film, Empty Spaces et What Shall We Do Now? sont collées ensemble. Pendant What Shall We Do Now?, les animations de Scarfe continuent et montrent le « mur » (« the wall ») se dresser à travers les paysages, laissant derrière tristesse et désolation. Après ce passage s'ensuivent des animations étranges et macabres.

## Personnel
- David Gilmour - guitares, clavinet, synthétiseur ARP
- Roger Waters - chant, basse, VCS3
- Richard Wright - piano
- James Guthrie - synthétiseurs